# مدفئ الذراع
مُدَفِّئ الذراع هو كم محبوك يرتدى على الذراع. يرتديه الراقصون أحياناً لتدفئة أجسادهم قبل الرقص، وقد أصبح أيضاً عنصر موضة إلى حد ما، تظهر في الخريف.